# FLOSS Manuals
FLOSS Manuals (FM, Manuales FLOSS) es una fundación sin ánimo de lucro fundada en 2006 por Adam Hyde y localizada en Países Bajos. La fundación se centra en la creación de la documentación de calidad acerca de como usar el software libre.
El sitio web es una wiki (anteriormente usaban el programa TWiki, ahora desarrollado como una plataforma autónoma en colaboración con Booki) enfocado en la edición colaborativa de manuales. La documentación está licenciada bajo la licencia GPL. Aunque los manuales inicialmente estaban cubiertos bajo la GFDL, la licencia fue cambiada por las limitaciones de la GDFL.
Cualquier persona puede contribuir al material de FLOSS Manuals. Cada manual tiene un mantenedor - muy parecido a los mantenedores de paquetes de Debian. El mantenedor mantiene una sinopsis del manual y discute con los interesados la estructura, etc. El mantenedor es también responsable de conseguir nuevos contribuidores.
Los manuales están disponibles en HTML de forma en línea, o indexados en PDF. Adicionalmente los manuales pueden ser bifurcados así que cualquiera puede crear su propio anual y exportarlo a un formato como PDF, HTML comprimidos en un ZIP/tar.
Al finalizar el 2007, FLOSS Manuals fueron galardonados con 15,000 euros por la fundación danesa Digital Pioneer .  También han recibido financiaciones de parte de Google y NLnet. FLOSS Manuals también han recibido un Transmediale Award por su trabajo en Booki y han sido nominados en the Texas Linux Fest 2010.

## Lista de manuales
FLOSS Manuals tiene manuales para los siguientes temas.
| Software                           | Manuales |
| ---------------------------------- | --- |
| CRM                                | CiviCRM, CiviCRM Developer Guide |
| Ofimática                          | Firefox, OpenOffice, Thunderbird |
| Digital signal processing          | PureData |
| Sistema de archivos                | FSLint |
| One laptop per child               | Reading And Leading With One Laptop Per Child; Make Sugar Activities, XO, Write, Terminal, Chat Activity, Browse Activity, Record Activity, Turtle Art Activity |
| Cultura libre                      | Collaborative Futures |
| CMS                                | Newscoop, Plumi |
| Difusión                           | Airtime |
| Libertad en Internet               | How to Bypass Internet Censorship, An Open Web, Basic Internet Security                                                                                         |
| Traducción                         | Open Translation Tools, Video Subtitling |
| Video                              | Theora Cookbook, Kino, AvideMux, GTranscode, ffmpeg2theora, HandBrake                                                                                           |
| Servicios de red libres            | FLOSS Manuals, Book Sprints, Wikimedia Commons, Archive.org, Freedom Fone                                                                                       |
| Software libre y de código abierto | GSoC Mentoring |
| Diseño gráfico                     | Digital Foundations, Alchemy, Inkscape, Scribus |
| 3D                                 | Blender |
| Edición de HTML                    | NvU |
| Blogging                           | WordPress |
| Reproductores multimedia           | MPlayer, VLC, Miro |
| VOIP                               | Linphone |
| Compartición de archivos           | Azureus |
| Streaming                          | MuSE, M3W, Icecast |
| Subtitulado de video               | Video Subtitling, Jubler |
| GNU/Linux                          | GNU/Linux Command-line Intro |
| Edición de audio                   | Audio Production, Ardour, Audacity |
| Csound                             | Csound |
| Derechos humanos                   | OpenEvSys |
| Producción de libros               | Booktype, Booki User Guide |
| Rendimiento                        | UpStage |
| Mapeo colaborativo                 | OpenStreetWap |

## Popularidad
Algunos manuales han sido seleccionados para ser incluidos en el VALO-CD, una colección del mejor software para Windows.